# Long, Long, Long
"Long, Long, Long" é uma canção dos Beatles composta por George Harrison, e lançada no álbum The Beatles ou "Álbum Branco" de 1968. É uma das várias canções ambíguas de George, que pode ter sido escrito tanto para sua amada quanto para seu Deus. Harrison mais tarde afirmou que a canção era sobre Deus[carece de fontes?].

## Origens da Criação
O critico Richie Unterberger, escreveu que "Long, Long, Long" é uma das canções mais serenas da ampla discografia dos Beatles. É uma canção relativamente calma especialmente comparada com a canção precedente, “Helter Skelter.”
De acordo com Harrison em sua autobiografia, I Me Mine, de 1980: “O ‘você’ de ‘Long, Long, Long’ é Deus. Eu posso trazer os méritos para mim exceto pelos acordes, que eu acho que tirei de 'Sad Eyed Lady of the Lowlands' (do disco Blonde on Blonde de Bob Dylan) – Ré para mi menor, lá e ré – Esses 3 acordes e o jeito que eles fluem.”
É uma das canções mais sutis e delicadas dos Beatles, uma valsa silenciosa que chega a ser quase hipnótica, como uma canção de ninar, quebrada apenas pelo lamento de Harrison em “many tears I was wasting.”

## Letra
A canção pode ser confundida como uma canção feita para uma amada, mas na verdade é Harrison descobrindo a comunhão com Deus. Na letra ele mostra toda sua devoção dizendo “Que se passou um longo tempo, e se pergunta como ele pode ter perdido (Deus) quando ele O amou tanto."
Depois ele diz que se sente feliz em ter achado e no momento épico da canção ele se lamente cantando “Que muitas lágrimas ele procurou e muitas lágrimas ele desperdiçou mas agora ele consegue ver Deus e se pergunta como pôde ter substituído.”

## Gravação
Com o título de trabalho “It's Been A Long Long Long Time,” foi iniciado em 7 de outubro de 1968 no Abbey Road Studios. Apenas John Lennon não participou da canção e foram feitos 67 takes com Harrison no violão e vocais, McCartney tocando um órgão Hammond e Starr na bateria.
O final da canção foi fruto de um acidente que o co-produtor Chris Thomas mais tarde comentou: “Há um som ao final que consistiu em uma garrafa de Blue Nun escorregando do topo do amplificador do órgão. Apenas aconteceu. Quando Paul atingia certas notas do órgão, a garrafa vibrava. Achamos aquilo tão bom que colocamos os microfones para cima e fizemos de novo. Os Beatles sempre tiravam vantagens dos acidentes.”
Ringo Starr gravou o frenético som de bateria e Harrison o sussurro fantasmagórico para compor o efeito final. A canção termina com um brutal Sol em 11° menor executado na Gibson J-200 de Harrison.
As gravações continuaram no dia seguinte, 8 de outubro, com violões, vocal e baixo adicional. As gravações foram completadas em 9 de outubro com os vocais de apoio de McCartney e o piano executado por Chris Thomas.

## Ficha técnica
De acordo com Ian MacDonald:
- George Harrison – vocal, violão
- Paul McCartney – vocal de apoio,[2] órgão Hammond, baixo
- Ringo Starr – bateria
- Chris Thomas – piano